# Ottobasso
L'ottobasso, chiamato anche col nome francese octobasse (octobass in inglese), è uno strumento ad arco, una sorta di enorme contrabbasso a tre corde, alto 3,85 m, inventato e realizzato dal liutaio francese Jean-Baptiste Vuillaume nel XIX secolo in collaborazione con Hector Berlioz.

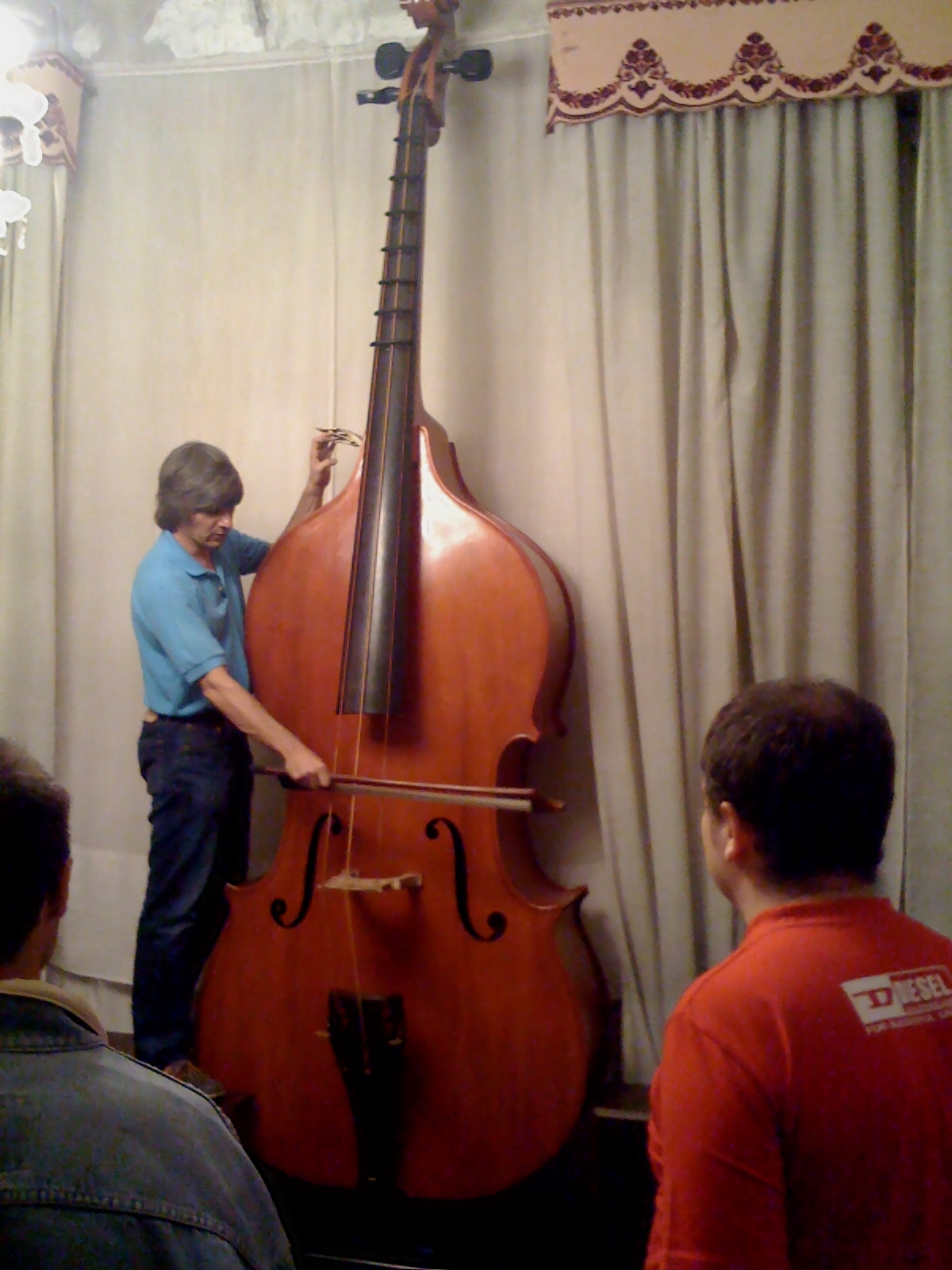
Il maestro Nicola Moneta mentre suona il suo ottobasso nella sua casa di Milano

Nel suo trattato di strumentazione, Berlioz ne parla in termini entusiastici: "Questo strumento ha suoni di potenza e bellezza considerevoli, pieni e forti senza essere aspri". A suo giudizio, lo strumento ha un ottimo effetto nelle grandi orchestre e ne propone un'adozione su ampia scala, suggerendo l'uso di almeno tre ottobassi nelle orchestre che superano i 150 strumentisti. Nonostante tali apprezzamenti, lo strumento non si è però mai affermato nell'usuale organico orchestrale.

## Caratteristiche tecniche
Le spesse corde dello strumento non vengono premute con le dita ma con un sistema di leve per la mano sinistra, collocate alla base del manico, e di pedali comandati dall'esecutore, che muove contemporaneamente l'archetto stando in piedi su una pedana a fianco dello strumento. La meccanica copre usualmente un'estensione totale di solo un'ottava e una quinta. Per queste ragioni, vista anche la difficoltà nell'eseguire passaggi rapidi, Berlioz indica nell'orchestrazione la necessità di scrivere per lo strumento una parte distinta da quella dei contrabbassi.

## Caratteristiche acustiche

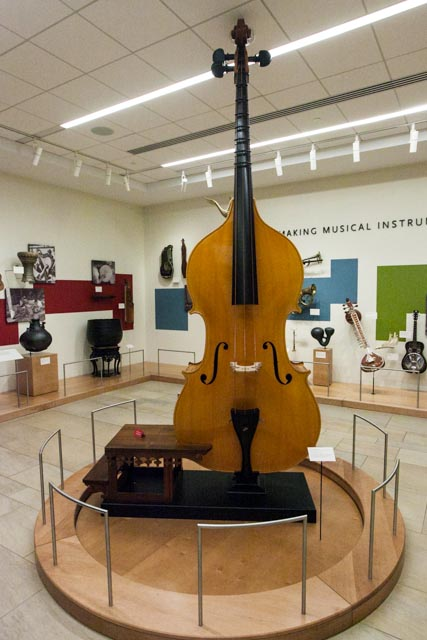
Ottobasso al Musical Instrument Museum di Phoenix, USA.

Esiste discordanza tra le fonti per quanto riguarda l'estensione e l'accordatura. Anticamente si accreditava un'accordatura Do-Sol-Do o Do-Sol-Re con la corda più grave a 32,7 Hz nel temperamento equabile (quindi solo una terza sotto il contrabbasso). La differenza col contrabbasso è dovuta alle grandi proporzioni della cassa armonica e alla lunghezza delle corde, che danno un suono molto più scuro e ricco.
Un esemplare conservato presso il museo del Conservatorio di Parigi monta corde in budello, con una lunghezza delle corde vibranti pari a 2,15 m e diametri di 4 mm, 5,3 mm e 8 mm rispettivamente per il Do (32,70 Hz), Sol (24,50 Hz) e Do (16,35 Hz), per una tensione di circa 35 kg ciascuna.
Il Do a 16,35 Hz è fuori dal campo di udibilità umano e ai limiti della percepibilità: la frequenza è di un'ottava ed una terza sotto il contrabbasso, un'ottava sotto il controfagotto ed il tubax in Mi♭. Questi suoni sono talmente gravi che l'orecchio umano non può sentirli direttamente. Essi sono percepibili e diventano musicalmente utili grazie a due fenomeni fisici: gli armonici naturali ed il fenomeno del terzo suono di Tartini.
In qualsiasi suono, contemporaneamente alla nota fondamentale risuonano armonici più acuti che la accompagnano e concorrono a costituirne il timbro. Nell'ottobasso questi armonici sono ampiamente compresi nel campo di udibilità e quindi risultano particolarmente evidenti all'ascolto.
Nel momento in cui l'orecchio umano percepisce questi suoni armonici, grazie al fenomeno del terzo suono, ricostruisce la frequenza del suono fondamentale partendo dall'interferenza dei suoni armonici. La nota suonata risulta quindi chiaramente percepibile anche se si trova ai limiti del campo di udibilità. Il fenomeno fisico è ben spiegato alla voce battimenti.

## Strumenti
Nell'Ottocento furono realizzati soltanto tre esemplari di ottobasso. I tre strumenti costruiti da Vuillaume ebbero una storia particolare. Il primo fu venduto ad un privato anonimo durante l'esposizione universale di Londra del 1851. Questi lo donò all'Opera di Londra, ma lo strumento venne distrutto durante l'incendio del dicembre 1867. Il secondo, costruito per l'esposizione universale del 1855 a Parigi, fu venduto e prese la strada del Principato di Monaco. Più tardi lo strumento tornò al Conservatorio di Parigi. Oggi lo si può vedere nel museo dell'istituto (è ritratto anche nell'immagine in alto a destra). Nel 2006 il Conservatorio ha commissionato la realizzazione di due mute di corde per lo strumento, a copia della montatura originale. La realizzazione delle corde ha richiesto l'uso di circa 4,1 km di fettucce di budello per ogni muta. Il terzo ottobasso fu venduto a San Pietroburgo, probabilmente alla corte dello zar. Attraverso vie non chiare, lo strumento entrò a far parte della collezione del liutaio viennese Zach senior negli anni 1880 e da qui nella collezione Salzer. La Gesellschaft der Musikfreunde (Società degli amici della musica di Vienna) lo acquisì nel 1924. Oggi è esposto nell'archivio del Musikverein.
Esistono almeno 3 esemplari moderni funzionanti: uno realizzato nel 1995 dal liutaio Pierre Bohr e appartenente al musicista italiano Nicola Moneta, che è una copia di quelli realizzati da Vuillaume ma con elementi innovativi soprattutto nella meccanica e di cui è stata realizzata una libreria di campioni da Daniele Bertinelli e Giorgio Riolo, e un esemplare, realizzato nel 2007 dal liutaio italiano Antonio Dattis, esposto al Musical Instrument Museum di Phoenix, in Arizona, il terzo invece è di proprietà di Guro Moe, una musicista sperimentale che ha commissionato lo strumento al liutaio tedesco Wolfgang Staab, un professionista che ha lavorato per 25 anni nel restauro e riparazioni di vecchi bassi. Per costruire l'ottobasso di Moe, Staab ha osservato tutti gli esemplari esistenti e ha cercato il miglior legno possibile sulle Alpi, che fosse leggero e durissimo. Per terminare lo strumento (leggermente più grande degli altri esemplari) ci sono voluti 13 mesi, e il primo concerto si è tenuto in una chiesa di Oslo durante l'Only Connect Festival of Sound.
Nel mese di ottobre 2016, l'Orchestra sinfonica di Montreal ha acquisito un ottobasso donato dall'azienda canadese Canimex ed è ora l'unica orchestra al mondo a possederne uno, facendo salire a quattro il numero degli ottobassi funzionanti. Questo strumento è stato realizzato dal liutaio francese Jean-Jacques Pagès a Mirecourt, nel 2010.

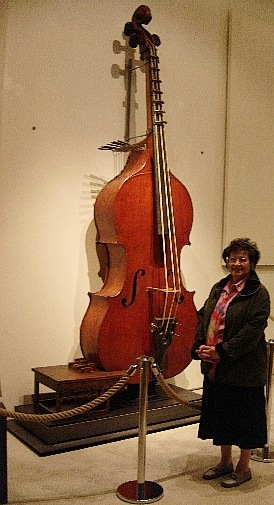
L'ottobasso conservato al Musée de la musique di Parigi. La persona, alta 1.65 m dà la scala dello strumento (altezza: 3.87 m)